# Boerhoorn

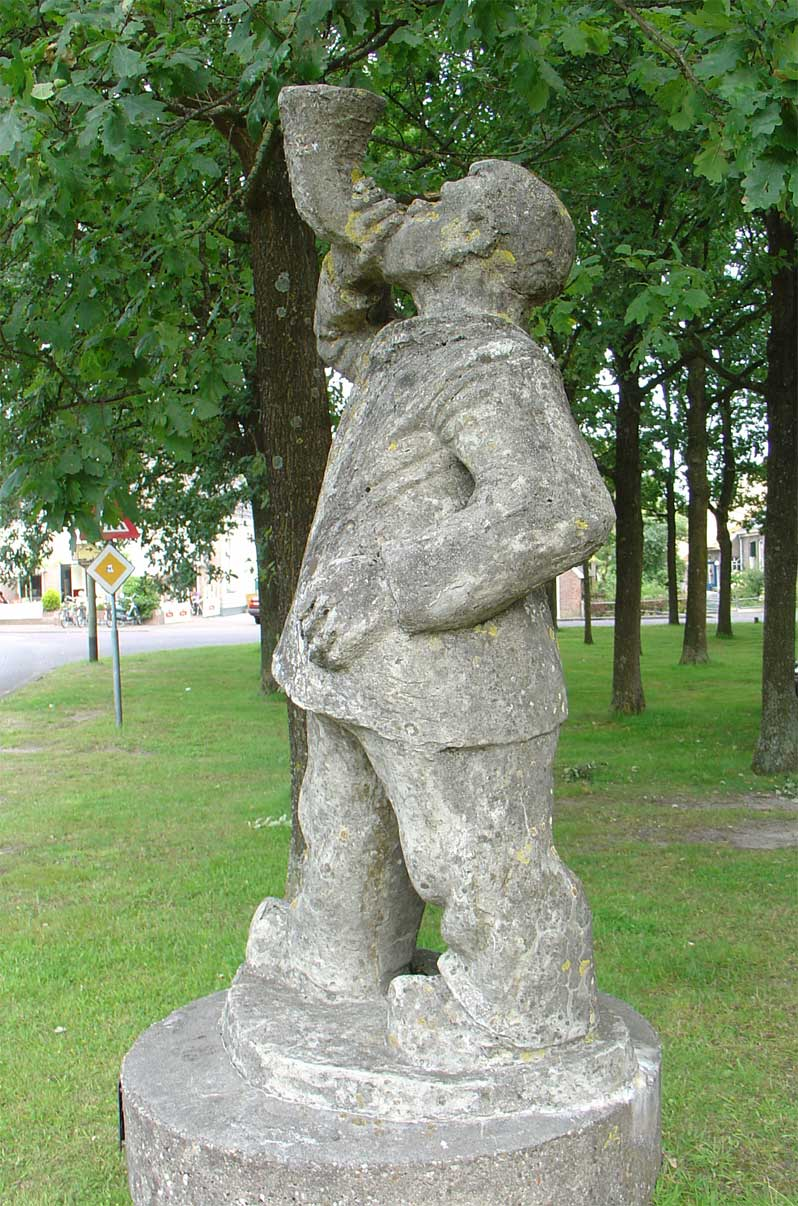
Het monument 'de boerhoornblazer' in Rolde

De boerhoorn is een hoorn van een rund van 25 tot 45 centimeter lang, waarvan de punt is verwijderd, zodat hij kan worden gebruikt als muziekinstrument. Er zijn ook houten en koperen exemplaren. De boerhoorn is vergelijkbaar met een midwinterhoorn. Als de koehoorn korter is dan 25 centimeter, spreekt men meestal van rouphoorn.
De boerhoorn heeft haar oorsprong in de 'runderhoorn', een koehoorn die door prehistorische volkeren werd gebruikt om het geluid van een koe na te bootsen om zo wilde exemplaren te lokken, waarop werd gejaagd.
De boerhoorn werd in Drentse, veenkoloniale en Westerwoldse boerengemeenschappen en boermarken gebruikt als signaalinstrument. Dit werd bijvoorbeeld gedaan als de boerenleider - in veel gevallen de rijkste boer - de gemeenschap bijeen wilde roepen om iets te bespreken of voor het uitvoeren van 'boerwerken' zoals de aanleg van zandwegen (het mennen van paarden om zandsleuven te trekken), het ruimen van sneeuw, het bestrijden van branden of het verdelen van de taken van een boer over de overige boeren wanneer deze ziek was (naoberschap). Het bekendst werd het gebruik van de boerhoorn door het startsein voor de oogst: vóór dit startsignaal was oogsten verboden op straffe van een boete of erger. Op deze wijze kon het binnenhalen van de hele oogst beter worden gecoördineerd. Het vormde daarmee een symbool van de gemeenschapszin in de boermarken.
Na de afschaffing van de boermarken in de 19e eeuw verdween de boerhoorn grotendeels aan het begin van de 20e eeuw. Ze wordt nu nog weleens gebruikt op speciale hoornblaasfestiviteiten.